# Nysted Havmøllepark
Der Nysted Havmøllepark, auch bekannt unter dem Namen Rødsand, ist ein Offshore-Windpark vor der Südküste der dänischen Insel Lolland. Bei dem Windpark, der seit 2010 aus insgesamt 162 Windenergieanlagen besteht, handelte es sich bei Betriebsaufnahme im Jahr 2003, gemessen an der jährlichen Stromerzeugung, um den größten der Welt.

## Lage
Der Rødsand I genannte Windpark befindet sich in der Ostsee vor der Sandbank Rødsand, etwa zehn Kilometer südlich von Nysted und zehn Kilometer westlich von Gedser am nördlichen Rand des Seewegs zwischen Kadetrinne und Fehmarnbelt. Der Windpark nimmt ein Gebiet von 24 km² ein.
Rund drei Kilometer westlich von Rødsand I befindet sich mit Rødsand 2 ein weiterer Offshore-Windpark mit 90 Windenergieanlagen, der eine Fläche von 34 km² rund zehn Kilometer südöstlich von Rødbyhavn. Die Wassertiefe beträgt hier sechs bis zwölf Meter.

## Geschichte
1998 forderte das dänische Parlament von der Energiewirtschaft den Bau von fünf Windenergieanlagen zur Demonstration der Windkraftnutzung. Im Jahr 2001 wurden die Verträge zwischen der Betreiberfirma, den Zulieferern und dem Energieministerium geschlossen und im Jahr darauf wurde mit dem Bau der Fundamente begonnen. Zwischen dem 10. Mai und dem 28. Juli 2003 wurden die Turbinen installiert. Die offizielle Übergabe an die Betreiber fand am 1. Dezember 2003 statt, einen Monat früher als geplant. Der Bau der Anlage hat ca. 1,6 Milliarden dänische Kronen (ca. 213 Millionen Euro) gekostet. Ursprünglich wurde das Projekt von Energi E2 entwickelt.

## Rødsand I

Schema einer Offshore-Windkraftanlage, errichtet im Windpark Nysted

In einem 8×9-Raster stehen insgesamt 72 Windenergieanlagen. Jeder einzelne Turm ist 69 Meter hoch und trägt drei Rotorblätter mit einer Länge von je 41 Metern. Die maximal vom Rotor erreichte Höhe beträgt 110 Meter. Die von Siemens gelieferten Windenergieanlagen haben eine Leistung von jeweils bis zu 2,3 MW.
Das Gewicht eines Turms beträgt insgesamt 2050 Tonnen, aufgeteilt auf 1800 t Fundament, 115 t Turm und 135 t Technik (Rotorblätter, Generator und Maschinenhaus). Die Anlage kann bei Windgeschwindigkeiten von 4 m/s bis 25 m/s Energie produzieren.
Der Windpark wird vom dänischen Unternehmen Ørsted (ehemals Dong Energy) betrieben. Die Kontrolle der Windenergieanlagen erfolgt von Kopenhagen aus.

## Rødsand 2

### Technik
In einer Anordnung von jeweils 18 Einheiten in fünf zur Küste hin gekrümmten Reihen stehen insgesamt 90 Windenergieanlagen. Sie haben eine Turmhöhe von 68,5 Meter und einen Rotordurchmesser von 93 Meter. Die Gesamthöhe beträgt 115 Meter. Die durch Siemens Windenergie im Auftrag von E.ON errichteten Anlagen mit einer Kapazität von jeweils 2,3 MW wurden am 12. Oktober 2010 in Betrieb genommen.
Die einzelnen Windenergieanlagen sind durch 75 km Seekabel mit der Umspannplattform verbunden, von hier führt ein 40 km langes Kabel zur Station an Land, wo die Einspeisung in das dänische Stromnetz erfolgt.

### Betrieb
E.ON verkaufte 80 % seiner Anteile am Windpark Rødsand 2 an das dänische Energieversorgungsunternehmen SEAS-NVE im November 2013.
Im Rahmen des Tauschgeschäfts zwischen RWE und E.ON übernahm RWE Ende 2019 die verbliebenen Anteile von E.ON und ist seitdem auch für den Betrieb verantwortlich.

## Netzanbindung
Die Kabelverbindungen zwischen den Windenergieanlagen und zur Umspannplattform für 33 kV sowie die Anbindung zum Land für 132 kV gehört dem dänischen Netzbetreiber Energinet.dk (ehemals SEAS-NVE Transmission). Das 10 km lange Seekabel zum Land hat einen Durchmesser von 20 cm und ein Gewicht von 72 kg pro Meter.